# Граф Лестер

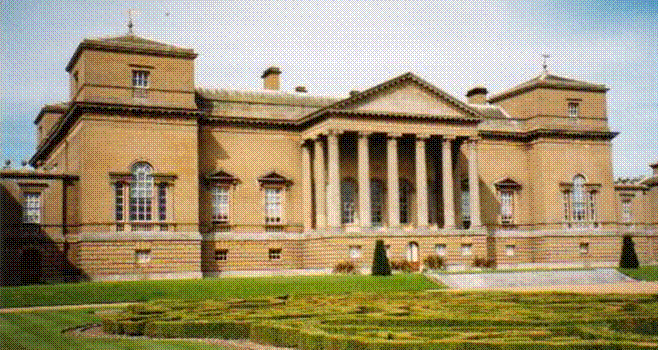
Холкхэм-Холл — современная резиденция графов Лестер

Граф Лестер (англ. Earl of Leicester) — средневековый титул дворянства Англии, Великобритании и Соединённого королевства, существующий до настоящего времени. В XII—XIII веках титул графа Лестера последовательно принадлежал аристократическим родам де Бомонов и де Монфоров, игравших ведущие роли в политической истории Англии этого периода. Наиболее известны Симон де Монфор, 5-й граф Лестер, предводитель Альбигойского крестового похода, и его сын Симон де Монфор, 6-й граф Лестер, организатор и лидер Второй баронской войны в середине XIII века. Впоследствии титул принадлежал младшей линии династии Плантагенетов — графам Ланкастер, а в XVI веке его носил фаворит королевы Елизаветы I Роберт Дадли. С 1837 года графами Лестер (пэрство Соединённого королевства) являются представители дворянского рода Кук. Действующий граф Лестер — Томас Эдвард Кук (р. 1965), 8-й граф Лестер и виконт Кук. Резиденцией современных графов Лестер служит дворец Холкхэм-Холл в северном Норфолке.

## История титула

Герб дома де Бомон

Герб дома де Монфор

Герб Ланкастеров

Герб Роберта Дадли

Герб дома Сидни

Герб дома Таунсхенд

Герб дома Кук

Впервые титул графа Лестера был пожалован в 1107 году англонормандскому аристократу Роберту де Бомону, графу де Мёлан, одному из наиболее близких советников короля Генриха I. Потомки Роберта носили титул графа Лестера до 1204 года, когда по пресечении мужской линии де Бомон, их владения были разделены между сёстрами 4-го графа. Сын старшей из них — Симон де Монфор, получил город Лестер и титул графа. Симон стал главным организатором и руководителем Альбигойского крестового похода и на некоторое время получил во владение графство Тулузское в Лангедоке. Его сын Симон де Монфор, 6-й граф Лестер, играл ведущую роль во внутриполитической борьбе в Англии в период правления Генриха III и возглавил восстание английских баронов, разбивших и пленивших короля. В 1265 году, однако, Симон потерпел поражение и был убит в сражении при Ившеме. После его смерти, титул и владения графов Лестер были конфискованы королём и переданы младшему сыну Генриха III Эдмунду Горбатому, графу Ланкастеру. Сын Эдмунда Томас в 1322 году был казнён по обвинению в измене королём Эдуардом II, однако после свержения последнего в 1327 году титул графа Лестера был восстановлен для младшего брата Томаса Генри. Последним графом Лестером из потомков Эдмунда Горбатого был Генри Гросмонт, выдающийся английский полководец первого периода Столетней войны. После его смерти в 1361 году титул и владения графов Лестер перешли к мужу младшей дочери Генри Гросмонта Джону Гонту, третьему сыну английского короля Эдуарда III и основателю династии Ланкастеров. Когда сын Джона Гонта Генрих Болингброк в 1399 году вступил на престол Англии под именем Генриха IV, титул графа Лестера перестал существовать, а сопутствующие ему земельные владения вошли в состав королевского домена, став частью герцогства Ланкастер.
Третья креация титула графа Лестер состоялась в 1564 году. Этим титулом был пожалован Роберт Дадли, фаворит королевы Елизаветы I. Дадли скончался в 1588 году без наследников, и титул вновь был восстановлен в 1618 году для его племянника Роберта Сидни, крупного государственного деятеля якобинской Англии и талантливого поэта. Его потомки носили титул графа Лестера до 1743 года, когда пресеклась мужская линия рода Сидни. Следующие две креации — для Томаса Кука (1744) и Джорджа Таунсхенда (1784) оказались недолговечными. Наконец, в 1837 году графом Лестером стал Томас Уильям Кук, чьи потомки продолжают носить этот титул до настоящего времени.

## Список графов Лестер

### Графы Лестер, первая креация (1107)
- Роберт де Бомон, 1-й граф Лестер, граф де Мёлан (1049 — 5 июня 1118);
- Роберт де Бомон, 2-й граф Лестер (1104 — 5 апреля 1168), сын предыдущего;
- Роберт де Бомон, 3-й граф Лестер (ок. 1130 — 31 августа 1190), сын предыдущего;
- Роберт де Бомон, 4-й граф Лестер, граф де Мёлан (ум. 21 октября 1204), сын предыдущего;
- Симон де Монфор, 5-й граф Лестер (1160 — 25 июня 1218), сын сестры предыдущего;
- Симон де Монфор, 6-й граф Лестер (23 мая 1208 — 4 августа 1265), сын предыдущего, титул конфискован в 1265 году.

### Графы Лестер, вторая креация (1265)
- Эдмунд Горбатый, 1-й граф Ланкастер и Лестер (16 января 1245 — 5 июня 1296), сын Генриха III;
- Томас Плантагенет, 2-й граф Ланкастер и Лестер (ок. 1278 — 22 марта 1322), сын предыдущего, титул конфискован в 1322 году;
- Генри Плантагенет, 3-й граф Ланкастер и Лестер (1281 — 22 сентября 1345), брат предыдущего, титул восстановлен в 1327 году;
- Генри Гросмонт, герцог Ланкастер, 4-й граф Лестер (1310 — 23 марта 1361); сын предыдущего;
- Джон Гонт, герцог Ланкастер, 5-й граф Лестер (6 марта 1340 — 3 февраля 1399), муж дочери предыдущего, сын Эдуарда III;
- Генри Болингброк, герцог Ланкастер и 6-й граф Лестер (3 апреля 1366 — 20 марта 1413), сын предыдущего, с 1399 года — король Англии Генрих IV.

### Граф Лестер, третья креация (1564)
- Роберт Дадли, граф Лестер (24 июня 1532 — 4 сентября 1588), фаворит королевы Елизаветы I.

### Графы Лестер, четвёртая креация (1618)
- Роберт Сидни, 1-й граф Лестер (19 ноября 1563 — 13 июля 1626);
- Роберт Сидни, 2-й граф Лестер (1 декабря 1595 — 2 ноября 1677), сын предыдущего;
- Филипп Сидни, 3-й граф Лестер (10 января 1619 — 6 марта 1698), сын предыдущего;
- Роберт Сидни, 4-й граф Лестер (1649 — 11 ноября 1702), сын предыдущего;
- Филипп Сидни, 5-й граф Лестер (8 июля 1676 — 24 июля 1705), сын предыдущего;
- Джон Сидни, 6-й граф Лестер (14 февраля 1680 — 27 сентября 1737), брат предыдущего;
- Джоселин Сидни, 7-й граф Лестер (1682 — 7 июля 1743), брат предыдущего.

### Граф Лестер, пятая креация (1744)
- Томас Кук, граф Лестер (17 июня 1697 — 20 апреля 1759)

### Графы Лестер, шестая креация (1784)
- Джордж Таунсхенд, 2-й маркиз Таунсхенд, 1-й граф Лестер (18 апреля 1753 — 27 июля 1811);
- Джордж Таунсхенд, 3-й маркиз Таунсхенд, 2-й граф Лестер (13 декабря 1778 — 31 декабря 1855), сын предыдущего.

### Графы Лестер, седьмая креация (1837)
- Томас Уильям Кук, 1-й граф Лестер (6 мая 1754 — 30 июня 1842), внучатый племянник Томаса Кука, графа Лестера пятой креации;
- Томас Уильям Кук, 2-й граф Лестер (26 декабря 1822 — 24 января 1909), старший сын предыдущего от второго брака;
- Томас Уильям Кук, 3-й граф Лестер (20 июля 1848 — 19 ноября 1941), старший сын предыдущего от первого брака;
- Томас Уильям Кук, 4-й граф Лестер (9 июля 1880 — 21 августа 1949), старший сын предыдущего;
- Томас Уильям Эдвард Кук, 5-й граф Лестер (16 мая 1908 — 3 сентября 1976), старший сын предыдущего;
- Энтони Льюис Ловел Кук, 6-й граф Лестер (11 сентября 1909 — 19 июня 1994), двоюродный брат предыдущего;
- Эдвард Дуглас Кук, 7-й граф Лестер (6 мая 1936 — 25 апреля 2015), старший сын предыдущего;
- Томас Эдвард Кук, 8-й граф Лестер (род. 6 июля 1965), старший сын предыдущего;
  - Наследник последнего: Эдвард Горацио Кук, виконт Кук (род. 11 июня 2003), единственный сын предыдущего.